# 斯卡诺-迪蒙蒂费罗
斯卡诺-迪蒙蒂费罗（義大利語：Scano di Montiferro），是意大利撒丁大区奥里斯塔诺省的一个市镇。总面积60.48平方公里，人口1611人，人口密度26.6人/平方公里（2009年）。ISTAT代码为095051。